# José Araquistáin
José Araquistáin Arrieta (født 4. marts 1937 i Azkoitia, Spanien) er en spansk tidligere fodboldspiller (målmand).
De første år af sin karriere tilbragte Araquistáin hjemme i Baskerlandet, hvor han repræsenterede henholdsvis Real Sociedad og Eibar. I 1961 skiftede han til Real Madrid. Her spillede han de følgende syv år, og var med til at vinde seks spanske mesterskaber, en Copa del Rey-titel samt Mesterholdenes Europa Cup finale 1966. Han stoppede karrieren i 1973 efter ophold hos Elche og Castellón.
Araquistáin spillede desuden seks kampe for det spanske landshold, som han debuterede for 17. juli 1960 i en venskabskamp mod Chile. Han var en del af den spanske trup til VM 1962 i Chile, hvor han spillede én af spaniernes kampe i turneringen.

## Titler
La Liga
- 1962, 1963, 1964, 1965, 1967 og 1968 med Real Madrid

Copa del Rey
- 1962 med Real Madrid

Mesterholdenes Europa Cup
- 1966 med Real Madrid